# 卡伦蒂诺
卡伦蒂诺（義大利語：Carentino），是意大利亚历山德里亚省的一个市镇。总面积9.81平方公里，人口340人，人口密度34.7人/平方公里（2009年）。ISTAT代码为006031。